# ماتياس يندستروم (لاعب هوكي الجليد)
ماتياس يندستروم (بالسويدية: Mattias Lindström)‏ هو لاعب هوكي الجليد سويدي، ولد في 21 مارس 1991 في لوليو في السويد.

## وصلات خارجية
- ماتياس يندستروم على موقع دوري الهوكي الوطني (الإنجليزية)
- ماتياس يندستروم على موقع EliteProspects.com (الإنجليزية)
- ماتياس يندستروم على موقع HockeyDB.com (الإنجليزية)